# The Off-Season
The Off-Season è il sesto album in studio del rapper statunitense J. Cole, pubblicato il 14 maggio 2021 dalle etichette discografiche Dreamville Records, Roc Nation e Interscope Records. 
Nell prima settimana dall'uscità l'album ha venduto 282 000 copie negli Stati Uniti, dove è stato successivamente certificato disco di platino.

## Tracce
Testi e musiche di Jermaine Cole, eccetto dove indicato.
1. 95 South – 3:16
2. Amari – 2:28
3. My Life (con 21 Savage e Morray) – 3:38 (Jermaine Cole, Shéyaa Abraham-Joseph)
4. Applying Pressure – 2:57
5. Punchin' the Clock – 1:52
6. 100 Mil' (con Bas) – 2:43
7. Pride Is the Devil (con Lil Baby) – 3:38 (Jermaine Cole, Dominique Jones)
8. Let Go My Hand (con Bas e 6lack) – 4:26 (Jermaine Cole, Abbas Hamad)
9. Interlude – 2:13
10. The Climb Back – 5:06 (Jermaine Cole, Gary Bailey, Maximilian Axelrod, Montey Bailey)
11. Close – 2:48
12. Hunger on Hillside (con Bas) – 3:58

Note
- My Life contiene interpolazioni tratte da The Life di Styles P e Pharoahe Monch.[5]
- Pride is the Devil contiene interpolazioni tratte da Can't Decide di Aminé.[6]

## Classifiche

### Classifiche settimanali
| Classifica (2021-22) | Posizione massima |
| -------------------- | ----------------- |
| Australia            | 3                 |
| Canada               | 1                 |
| Grecia               | 39                |
| Irlanda              | 1                 |
| Nuova Zelanda        | 1                 |
| Paesi Bassi          | 1                 |
| Regno Unito          | 2                 |
| Stati Uniti          | 1                 |
| Svizzera             | 5                 |

### Classifiche di fine anno
| Classifica (2021) | Posizione |
| ----------------- | --------- |
| Australia         | 70        |
| Belgio (Fiandre)  | 97        |
| Canada            | 40        |
| Islanda           | 96        |
| Nuova Zelanda     | 29        |
| Paesi Bassi       | 81        |
| Stati Uniti       | 28        |